# Аллея выдающихся врачей и учёных (Кишинёв)
Аллея выдающихся врачей и учёных (рум. Aleea savanților și medicilor iluștri) — скульптурный комплекс в окрестности учебного корпуса № 1 им. Леонида Кобылянского Государственного университета медицины и фармации имени Николая Тестемицану.
На аллее находится 42 бюста выдающихся представителей молдавской медицины и фармации, которые внесли свой вклад в развитие и процветание Государственного университета медицины и фармации им. Николая Тестемицану и национальной системы здравоохранения.
Аллея расположена в районе Малая Малина (ул. Николая Тестемицану, 27), Кишинёв, в непосредственной близости от университетского социально-культурного комплекса, в которым расположены музей медицины и научная библиотека университета.

## Личности
| Имя                   | Бюст                                     | Годы жизни | Оценка |
| --------------------- | ---------------------------------------- | ---------- | --- |
| Николай Анестиади     |                                          | 1916—1968  | «Выдающийся учёный, основатель Национальной школы кардиохирургии»                                                                      |
| Василий Анестиади     |                                          | 1928—2014  | «Ректор, академик АНМ, модель высоких моральных принципов, неотложность и ответственность»                                             |
| Андрей Банару         |                                          | 1937—1987  | «Талантливый педагог, отличный морфопатолог и выдающаяся академическая личность»                                                       |
| Виталий Бецишор       |                                          | 1937—2005  | «Промоутер современной ортопедии, академик АНМ»                                                                                        |
| Михаил Борзов         |                                          | 1899—1983  | «Профессор, первый декан ГУМФ, основатель школы дерматовенерологии»                                                                    |
| Павел Быткэ           |                                          | 1927—2014  | «Профессор, заслуженный работник высшей школы, квалифицированный обработчик бистарника»                                                |
| Александра Визитиу    |                                          | 1928—1990  | «Проректор, выдающийся педагог, практик и учёный»                                                                                      |
| Пётр Галецкий         |                                          | 1938—2004  | «Выдающийся профессор, исключительный педагог высшей школы, патриот страны и нации»                                                    |
| Наталья Георгиу       |                                          | 1914—2001  | «Легендарный врач, академик АНМ СССР»                                                                                                  |
| Диомид Герман         |                                          | 1928—2014  | «Выдающаяся современная фигура, академик АНМ»                                                                                          |
| Моисей Гехтман        |                                          | 1901—1973  | «Вице-министр здравоохранения, выдающийся учёный и организатор здравоохранения»                                                        |
| Евгений Гладун        |                                          | 1936—2014  | «Министр здравоохранения, член-корреспондент АНМ, человек отличной человеческой культуры»                                              |
| Арсений Гуцан         |                                          | 1927—2010  | «Выдающаяся личность на национальной арене стоматологии»                                                                               |
| Кирилл Драганюк       |                                          | 1931—2004  | «Министр здравоохранения, выдающаяся фигура автохтонной медицины»                                                                      |
| Николай Ешану         |                                          | 1941—2009  | «Выдающийся профессор, модель университетского патриотизма в имя настоящего и будущего»                                                |
| Константин Ецко       |                                          | 1941—2017  | «Один из виднейших специалистов в области социальной медицины и управления здравоохранением в Молдове»                                 |
| Андрей Зоркин         |                                          | 1919—2005  | «Профессор, основатель Национальной школы физиопатологии»                                                                              |
| Анатолий Зубков       |                                          | 1900—1967  | «Выдающийся учёный, оригинальная личность существом и делом»                                                                           |
| Леонид Кобылянский    |                                          | 1939—1994  | «Ректор, выдающийся ученый с высокими моральными принципами и скромностью»                                                             |
| Арон Кочергинский     |                                          | 1898—1971  | «Учёный, врач и основатель молдавской Школы акушерства и гинекологии»                                                                  |
| Гурий Кощуг           |                                          | 1924—2013  | «Патриарх национальной онкологии, учёный, наделенный исключительной скромностью»                                                       |
| Роман Кощуг           | ASMI — COȘCIUG Roman 1924—1999 (cropped) | 1924—1999  | «Заведующий кафедрой терапии № 1 факультета усовершенствования медицины КГМИ, отличник здравоохранения»                                |
| Николай Кузнецов      |                                          | 1897—1988  | «Профессор, патриарх практической гистологии и регенерационной хирургии»                                                               |
| Василий Куприянов     |                                          | 1912—2006  | «Заведующий кафедрой анатомии человека Кишинёвского государственного медицинского института, академик АМН СССР»                        |
| Ион Марин             |                                          | 1931—2015  | «Профессор, доктор медицинских наук, известный ортопед-травматолог, талантливый учёный, выдавшийся педагог»                            |
| Константин Матковский |                                          | 1930—2015  | «Промоутер отечественной фармацевтики, первый декан фармацевтического факультета Кишинёвского государственного медицинского института» |
| Алексей Молохов       |                                          | 1897—1966  | «Профессор, доктор медицинских наук, основатель кафедры психиатрии Кишинёвского государственного медицинского института»               |
| Тимофей Мошняга       |                                          | 1932—2014  | «Министр здравоохранения, блестящий руководитель и Народный врач»                                                                      |
| Борис Перлин          |                                          | 1912—1995  | «Профессор, выдающийся деятель высшего медицинского образования»                                                                       |
| Штефан Плугару        |                                          | 1938—2010  | «Модель приверженности к медицинскому действию и пример человечности»                                                                  |
| Евгений Попушой       |                                          | 1936—2001  | «Профессор, выдающаяся личность с широкой энциклопедической культурой»                                                                 |
| Ион Присакарь         |                                          | 1935—1996  | «Профессор, государственный деятель и знаменитая личность автохтонной медицины»                                                        |
| Василий Прокопишин    |                                          | 1934—2008  | «Выдающийся учёный и патриарх молдавской фармацевтики»                                                                                 |
| Ипатий Сорочан        |                                          | 1900—1964  | «Первый ректор Кишинёвского государственного медицинского института, самый внимательный и любящий родитель студентов»                  |
| Николай Старостенко   |                                          | 1897—1972  | «Ректор, блестящий учёный, основатель Школы внутренней медицины Молдовы»                                                               |
| Валериан Стырыкович   |                                          | 1890—1962  | «Профессор, основатель Национальной школы педиатрии»                                                                                   |
| Николай Тестемицану   |                                          | 1927—1986  | «Ректор, министр здравоохранения, академик, профессор и государственный деятель»                                                       |
| Валентина Халитова    |                                          | 1926—2012  | «Профессор, эрудированный врач с педагогическим тактом и врожденным моральный духом»                                                   |
| Константин Цыбырнэ    |                                          | 1929—2010  | «Патриарх национальной хирургии, академик АНМ»                                                                                         |
| Василий Чекурин       |                                          | 1891—1963  | «Основатель кафедры оториноларингологии Кишинёвского государственного медицинского института»                                          |
| Тома Чорба            |                                          | 1864—1936  | «Выдающийся гуманитарист из Бессарабии»                                                                                                |
| Борис Шарапов         |                                          | 1897—1969  | «Гениальный ученый, основатель Национальной школы нейрохирургии»                                                                       |